# Župnija Sveta Ema
Župnija Sveta Ema je rimskokatoliška teritorialna župnija Dekanije Rogatec Škofije Celje.
Do 7. aprila 2006, ko je bila ustanovljena Škofija Celje, je bila župnija del Kozjanskega naddekanata Škofije Maribor.
Župnijska cerkev je Cerkev svete Eme Krške.